# Platypalpus zhangae
Platypalpus zhangae är en tvåvingeart som beskrevs av Yang 2006. Platypalpus zhangae ingår i släktet Platypalpus och familjen puckeldansflugor. Inga underarter finns listade i Catalogue of Life.